# Mariage du prince royal Carol de Roumanie et de la princesse Hélène de Grèce

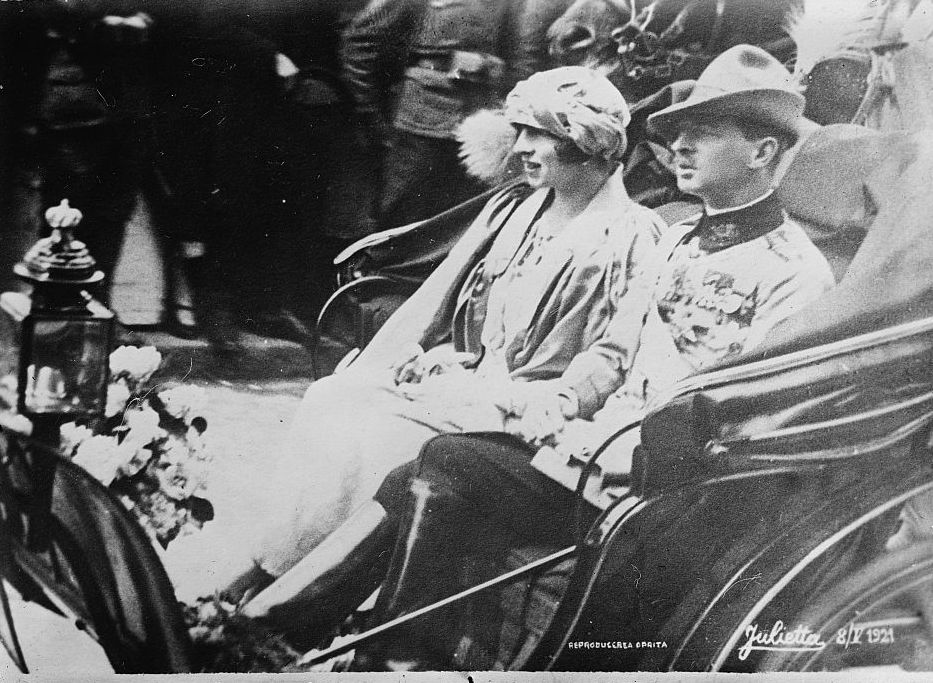
La princesse Hélène de Grèce et le prince royal Carol de Roumanie à Athènes (1921).

Le mariage du prince royal Carol de Roumanie et de la princesse Hélène de Grèce se déroule le 10 mars 1921 (25 février julien), à Athènes, en Grèce.

## Déroulement
Célébré au palais royal (pour la cérémonie civile) et à la cathédrale métropolitaine (pour la cérémonie orthodoxe) onze jours après l'union du diadoque Georges de Grèce avec la princesse Élisabeth de Roumanie, le mariage est rapidement suivi de la naissance d'un héritier, le futur roi Michel Ier de Roumanie, le 25 octobre 1921. 
À l'occasion de son mariage, la princesse Hélène reçoit la somme de 1 025 600 drachmes en guise de dot.

## Dénouement
Dès 1925, Carol quitte la Roumanie avec sa nouvelle maîtresse, Magda Lupescu, et un divorce est finalement prononcé le 21 juin 1928 à Bucarest.

## Vidéo du mariage
- (en) « Wedding of Prince Carol of Romania and Princess Helen of Greece (1921) », sur British Pathé, 21 mars 1921 (consulté le 17 juin 2025).